# Catalina Gnoriega
Catalina Gnoriega (también escrito como Catalina GNoriega; San Diego, 17 de marzo de 2003) es una deportista estadounidense que compite en tiro con arco, en la modalidad de arco recurvo. En los Juegos Panamericanos de 2023 obtuvo una medalla de oro en la prueba de equipo.

## Palmarés internacional
| Juegos Panamericanos | Juegos Panamericanos | Juegos Panamericanos | Juegos Panamericanos |
| Año                  | Lugar                | Medalla              | Prueba               |
| -------------------- | -------------------- | -------------------- | -------------------- |
| 2023                 | Santiago (Chile)     | Medalla de oro       | Equipo               |